# 三戸耕三
三戸 耕三（みと こうぞう、1979年6月8日 - ）は、日本の男性声優。所属事務所はぷろだくしょんバオバブ。山口県出身。

## 略歴
以前は同人舎プロダクションに所属していた。

## 人物
声種はテノール。方言は山口弁。
特技は歌、弓道、水泳。趣味は映画鑑賞、ウォーキング、落語鑑賞、カラオケ、ゲーム。
座右の銘は「人生死ぬまでの暇潰し」。

## 出演
太字はメインキャラクター。

### テレビアニメ
2002年
- しあわせソウのオコジョさん（宅配便の人）
- 名探偵コナン（2002年 - 2025年、松川、小村刑事、新井巡査、坂田巡査、江口巡査、藤井真一 他）

2003年
- 機動戦士ガンダムSEED（パイロット、指揮官、ユウキ隊長、補佐官、主長、将校、通信兵、アル・ダ・フラガ、管制）
- 銀河鉄道物語（隊員A、海賊1、整備士、整備士A）
- 高橋留美子劇場（従業員、息子、男性部下、引越し屋）
- 高橋留美子劇場 人魚の森（若い椎名、鳥羽衆、船乗り、男、漁港の人A）
- 天使な小生意気（白石、水島、不良、ユウレイ、男子生徒、不良 茶）
- ブラック・ジャック2時間スペシャル 〜命をめぐる4つの奇跡〜（パイロット）
- プラネテス（デボン 他）

2004年
- 頭文字D Fourth Stage（男B）
- かいけつゾロリ（雨本ジョルジュ）
- ブラック・ジャック（村山医師 他）

2005年
- IGPX（タケシ・ジンノ）
- ガン×ソード（隣人A）
- バジリスク 〜甲賀忍法帖〜（伊賀忍者、籠かきA、客、甲賀忍者、侍 他）

2006年
- エンジェル・ハート（運転手）
- ケロロ軍曹（生徒）
- コードギアス 反逆のルルーシュ（2006年 - 2008年、スタッフ、パイロット、カノン・マルディーニ） - 2シリーズ
- NANA（木下）
- ブラック・ジャック21（テロリスト）
- プレイボール2（応援団A、主審）
- ポケットモンスター アドバンスジェネレーション（ソウタロウ）
- よみがえる空 -RESCUE WINGS-（望月健吾）

2007年
- しましまとらのしまじろう（役所の現業職員）
- デルトラクエスト（リ・ナン）
- 天保異聞 妖奇士（太作）
- ポケットモンスター ダイヤモンド&パール（2007年 - 2009年、コウヘイ、ソウタロウ）
- まじめにふまじめ かいけつゾロリ（ジョルジュ）
- REIDEEN（久慈、山田）
- 湾岸ミッドナイト（山中）

2008年
- GUNSLINGER GIRL -IL TEATRINO-（ジョゼ）
- ゴルゴ13（営業マン）
- バトルスピリッツ 少年突破バシン（2008年 - 2009年、スマイル / No.4）
- マクロスF（マルヤマ准尉）

2009年
- ジャングル大帝 -勇気が未来をかえる-（ハンター）
- はっけん たいけん だいすき!しまじろう
- Phantom 〜Requiem for the Phantom〜（茂木篤志）

2010年
- 伝説の勇者の伝説（サラウェル・セイル）

2011年
- イナズマイレブンGO（2011年 - 2012年、兵頭司）

2012年
- Another（久保寺紹二）
- エリアの騎士（金大順）
- 銀河へキックオフ!!（2012年 - 2013年、須黒、クリロナ）

2013年
- クレヨンしんちゃん（2013年 - 2015年、外科医、カップルの男、家伝政治郎、イケメンスタッフ）
- 進撃の巨人（グンタ・シュルツ）

2014年
- デュエル・マスターズ（2014年 - 2021年、土瓶先生 / 土瓶マスク、シャレコフスキー 他） - 7シリーズ
- それでも世界は美しい（侍従）

2015年
- ガンダムビルドファイターズトライ（ナリタ）
- 進撃!巨人中学校（グンタ・シュルツ）
- 夜ノヤッターマン（ヤッターパグ、ヤッター兵）

2016年
- ドラえもん（テレビ朝日版第2期）（2016年 - 2021年、隊員B、キャスター、催眠術師）
- 名探偵コナン エピソード“ONE” 小さくなった名探偵（息子）
- パズドラクロス（シーモア、アナウンサー）

2018年
- バキ（不良A、刑務官、シュウちゃん）
- パズドラ（2018年 - 2022年、巳之口マムシ）

2020年
- のりものまん モービルランドのカークン（2020年 - 2022年、ショベル、ジョゼフ、タックル、ダーニィ、ロケ）

2021年
- 名探偵コナン ピアノソナタ『月光』殺人事件（職員）
- ワンダーエッグ・プライオリティ（剣道部顧問）

2022年
- ニンジャラ（ルーシーの父）

2024年
- シャングリラ・フロンティア（歌う瘴骨魔）

### 劇場アニメ
- 名探偵コナン 迷宮の十字路（2003年、亀井六郎）
- ドラえもん のび太のワンニャン時空伝（2004年、犬のおまわりさん）
- ブラック・ジャック ふたりの黒い医者（2005年、救急隊員）
- パプリカ（2006年、ピエロ）
- 劇場版 BLOOD-C The Last Dark（2012年、亜人）
- 名探偵コナン 絶海の探偵（2013年、野津原将）
- ルパン三世VS名探偵コナン THE MOVIE（2013年、バーテン）
- 名探偵コナン 業火の向日葵（2015年、オークショニア）
- コードギアス 反逆のルルーシュ I - III（2017年 - 2018年、カノン・マルディーニ） - 3部作
- コードギアス 復活のルルーシュ（2019年、カノン・マルディーニ）
- クレヨンしんちゃん オラたちの恐竜日記（2024年）

### OVA
- 機動戦士ガンダムSEED ASTRAY（2003年、買い手）
- 装甲騎兵ボトムズ ペールゼン・ファイルズ（2007年、秘書官、国防省分析官B、秘書官A）
- ショコラの魔法（2011年、レン）
- コードギアス 反逆のルルーシュ ナナリーinワンダーランド（2012年、カノン・マルディーニ）

### Webアニメ
- ポケモン不思議のダンジョン 出動ポケモン救助隊ガンバルズ!（2007年、マダツボミ）
- ベイウォーリアーズ サイボーグ（2015年、調査員A、パイロット、貴族A 他）
- 「バキ」シリーズ（2020年 - 2021年、職員、不良A） - 2シリーズ
- ニンジャラ 瞳の秘密（2020年、ルーシーの父）
- BULLET/BULLET（2025年、チーフ[23]）

### ゲーム
2000年代　
- 湾岸ミッドナイト（2002年、山中）
- テイルズ オブ ジ アビス（2005年、ラムダス）
- テイルズ オブ デスティニー ディレクターズカット（2008年、ウイル）
- テイルズ オブ ヴェスペリア（2008 - 2009年、青年、トクナガ）

2010年代
- ぱすてるチャイムContinue（2010年、レコパル）
- イナズマイレブンGO（2011年 - 2012年、兵頭司） - 3作品
- 第2次スーパーロボット大戦Z 破界篇 / 再世篇（2011年 - 2012年） - 2作品
- イナズマイレブンGO ストライカーズ2013（2012年、兵頭司）
- ポヨポヨ観察日記（2012年）
- スーパーロボット大戦Operation Extend（2013年）
- 第3次スーパーロボット大戦Z 時獄篇（2014年）
- ザ・キング・オブ・ファイターズ（2016年 - 2022年、ジョー・東） - 3作品
- 進撃の巨人（2016年、グンタ・シュルツ）
- 進撃の巨人2（2018年、グンタ・シュルツ）

2020年代
- ファイナルファンタジーVII リメイク（2020年）
- テイルズ オブ アライズ（2021年、ガナル、ヘヴレクトの35）
- コードギアス 反逆のルルーシュ ロストストーリーズ（カノン・マルディーニ）
- 餓狼伝説 City of the Wolves（ジョー・東） - DLC追加キャラクター

### 吹き替え

#### 映画
- クリスマスキューピッド
- クローバーフィールド/HAKAISHA（トラヴィス）
- シティ・オブ・ゴッド（デュプレックス）
- とかげの可愛い嘘（ジュンチョル）
- 血のエイプリルフール（ブレイン）
- ミステリアス・アイランド（ネブ）

#### ドラマ
- イ・サン
- エバーウッド 遥かなるコロラド（ブライト・アボット〈クリス・プラット〉）
- GO!GO!ジェット
- CSI:ニューヨーク（ポール、チャド）
- 新入社員
- マイガール

#### アニメ
- ハルク: スマッシュ・ヒーローズ（ロキ）
- ヘラクレス（男性）

### ナレーション
- 政府インターネットテレビ 徳光・木佐の知りたいニッポン!
- 東野・岡村の旅猿 プライベートでごめんなさい…（解説放送）

### パチスロ
- 聖闘士星矢（PVナレーション）

### CMナレーション
- タカラトミー
  - ゾイドワイルド シリーズ
  - トランスフォーマー シリーズ
  - 爆丸 シリーズ
  - ベイブレード シリーズ
- ヨドバシカメラ
- ワンパンマンカードゲーム

### シリーズ一覧
1. ↑  【デュエル・マスターズVS】
第1期（2014年）、第2期『VSR』（2015年 - 2016年）、第3期『VSRF』（2016年 - 2017年）
【デュエル・マスターズ（2017年版）】
第1期（2017年）、第2期『デュエル・マスターズ！』（2018年）、第3期『デュエル・マスターズ！！』（2019年）
【デュエル・マスターズ キング】
第2期『キング！』（2021年）
2. ↑  『シャイン/ダーク』（2011年）、『2 クロノ・ストーン ネップウ/ライメイ』（2012年）、『ギャラクシー ビッグバン/スーパーノヴァ』（2013年）
3. ↑  『XIV』[24]（2016年）、『ALLSTAR』（2018年）、『XV』[25]（2021年）